# برگ‌روب

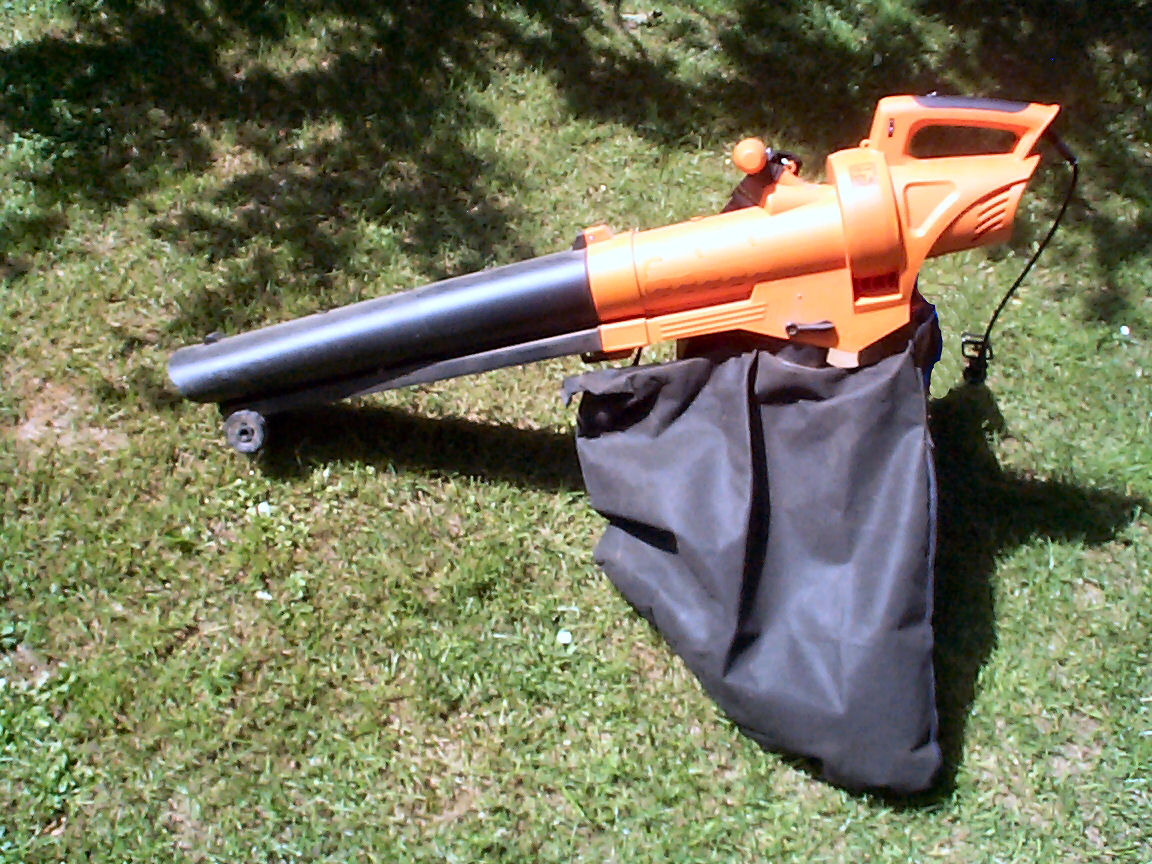
برگ‌روب

برگ‌روب (به انگلیسی: leaf blower)، یکی از ابزارهای باغبانی است که خرده ریزهای باغچه یا حیاط مثل برگ و.. را با قدرت دمندگی خود به اطراف پخش می‌کند. این ماشین از یک موتور دمنده و یک محفظه خلاء به همراه لوله دمنده تشکیل شده‌است.